# بيت الفطيح (يريم)

تعديل مصدري - تعديل

بيت الفطيح محلة تابعة لقرية اقراض، التابعة لعزلة بني مسلم بمديرية يريم إحدى مديريات محافظة إب في الجمهورية اليمنية.، بلغ تعداد سكانها 89 حسب تعداد اليمن لعام 2004.